# Luke Madill
Luke Madill (Sídney, 28 de mayo de 1980) es un deportista australiano que compitió en ciclismo en la modalidad de BMX. Ganó una medalla de bronce en el Campeonato Mundial de Ciclismo BMX de 2003, en la prueba de cruiser masculino.

## Palmarés internacional
| Campeonato Mundial | Campeonato Mundial | Campeonato Mundial | Campeonato Mundial |
| Año                | Lugar              | Medalla            | Competición        |
| ------------------ | ------------------ | ------------------ | ------------------ |
| 2003               | Perth (Australia)  | Medalla de bronce  | Cruiser            |